# Mare Marginis
Il mare Marginis (mar Marginal, mar del Borde) è un mare lunare che è posizionato nel bordo est della faccia visibile della Luna. Ha un diametro di 420 km ed ha un'area di 64.900 chilometri quadrati. Il nome inglese è "Sea of the Edge".

## Caratteristiche
Questo mare si differenzia da molti mari vicini per un perimetro molto irregolare. Ha delle piccole rientranze circolari forse dovute a crateri da impatto. Il mare Marginis ha, inoltre, delle regioni di colline ed alture. Il mare ha anche molti crateri al suo interno. Il più grande cratere, al nord di Marginis, è Al-Biruni, con Ibn Yunus a sudest e Goddard a nordovest.